# Arrondissement de Saint-Hubert
L'arrondissement de Saint-Hubert est, d'une part, un ancien ressort judiciaire français, puis néerlandais et enfin belge, créé le 22 thermidor an III (9 août 1795) et supprimé le 1er juillet 1839 et, d'autre part, une ancienne subdivision administrative française du département de Sambre-et-Meuse créée le 28 pluviôse an VIII (17 février 1800) et supprimée le 12 septembre 1814.
Sous-préfecture, tribunal, gendarmerie et prison de l'arrondissement étaient installés dans les bâtiments de l'abbaye locale, mise sous séquestre le 2 février 1795 et dont les derniers moines avaient été expulsés le 27 janvier 1797

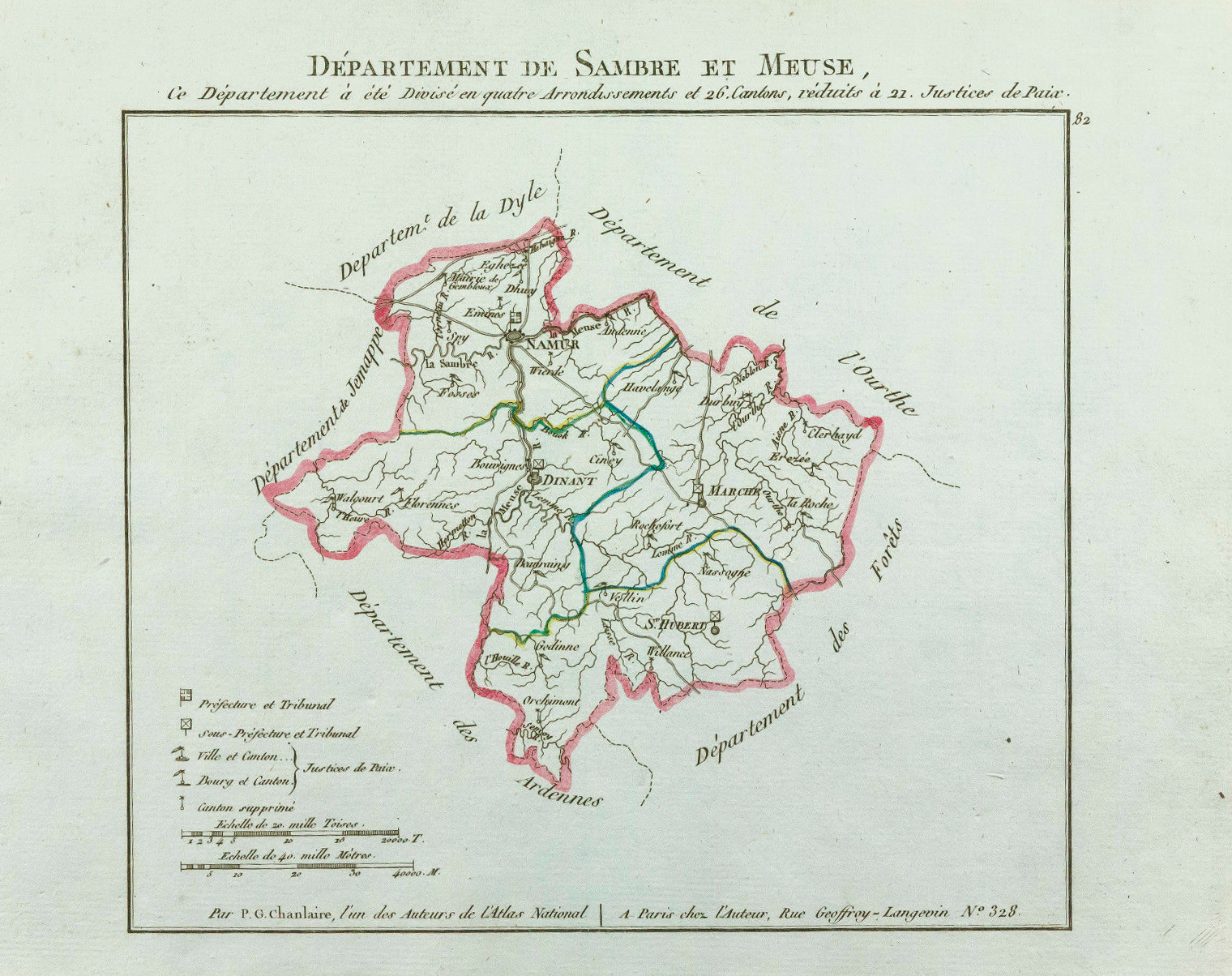
Carte du département de Sambre-et-Meuse, par P.-G. Chanlaire (1802)

## L'arrondissement judiciaire
Par arrêté du 22 thermidor an III (9 août 1795), Joubert, Représentant du peuple près les armées de Sambre-et-Meuse, de la Moselle et du Rhin, établit à Saint-Hubert un éphémère tribunal de police correctionnelle pour les cantons de Bastogne, Durbuy, Houffalize, La Roche, Marche, Orchimont et Wellin dans le département des Forêts.
Le 14 fructidor an III (31 août 1795), le Comité de salut public de la Convention nationale française divise la Belgique en neuf départements. Saint-Hubert bascule dans le département de Sambre-et-Meuse et devient le siège d'un tribunal de police correctionnelle pour les cantons de Saint-Hubert, Nassogne, Villance, Wellin, Orchimont et Gedinne. Un tribunal de première instance lui succède en application de la loi sur l’organisation des tribunaux du 27 ventôse an VIII (18 mars 1800). 
La loi du 8 pluviôse an IX (28 janvier 1801) supprime les cantons de Villance et d'Orchimont, absorbés par leurs voisins.
Sous le régime néerlandais, un arrêté royal du 14 juin 1816 adjoint à l'arrondissement de Saint-Hubert le canton de Bouillon.
Le tribunal de première instance de Saint-Hubert est supprimé par la loi belge sur l’organisation judiciaire du Luxembourg adoptée le 6 juin 1839 et dont un arrêté royal du 7 juin fixe la mise à exécution au 1er juillet.

## L'arrondissement administratif
L'arrondissement administratif de Saint-Hubert, 4e arrondissement communal du département de Sambre-et-Meuse, est créé par la loi du 28 pluviôse an VIII (17 février 1800) et supprimé par arrêté du 12 septembre 1814 du gouverneur général du Gouvernement général du Bas-Rhin et du Rhin-Moyen (de), Johann August Sack.
Il comprenait les cantons de Gedinne, Nassogne, Orchimont, Saint-Hubert, Villance et Wellin.
Louis Dieudonné Joseph Dewez (°Namur 04.01.1760-†Bruxelles 26.10.1834) en a été l'unique sous-préfet de 1800 à 1814.